# Roy E. Ayers
Roy Elmer Ayers (ur. 9 listopada 1882 w Lewistown, zm. 23 maja 1955 tamże) – amerykański polityk, działacz Partii Demokratycznej, prawnik.
W latach 1933–1937 reprezentował 2. okręg Montany w Izbie Reprezentantów Stanów Zjednoczonych. Od 1937 do 1941 pełnił funkcję gubernatora Montany.
7 czerwca 1905 poślubił Ellen Simpson. Para miała troje dzieci.